# Friedrich-Ebert-Haus Bielefeld

Das Logo der Baugenossenschaft Freie Scholle

Das Friedrich-Ebert-Haus wurde in den Jahren 1930/31 als Genossenschaftshaus von der Wohnungsbaugenossenschaft Freie Scholle e.G. Bielefeld erbaut und liegt im Bielefelder Osten im 5. Kanton an der Heinrich-Forke-Straße Nr. 5, an der Ecke zur Carl-Hoffmann-Straße in der Wohnsiedlung Heeper Fichten. Das Gebäude wurde im Bauhaus-Stil errichtet und besteht aus Wohnungen, Gemeinschaftsräumen und einer Gaststätte mit Innenhof.

## Entstehung
Das Friedrich-Ebert-Haus wurde 1931 von der Bielefelder Wohnungsbaugenossenschaft „Freie Scholle“, die zu dem Zeitpunkt bereits auf ein zwanzigjähriges Bestehen zurückblicken konnte, als ein Bestandteil der Arbeiterwohnsiedlung Heeper Fichten im Osten der Stadt Bielefeld fertig gestellt. Der Bau konnte trotz der Weltwirtschaftskrise im Rahmen einer Arbeitsbeschaffungsmaßnahme, an der die Genossen der Freien Scholle teilnahmen, abgeschlossen werden. Nicht nur an dieser Stelle packten die Mitglieder mit an, auch die Turnhalle Ost an der Bleichstraße 151a ist mit freiwilligem Einsatz und handwerklichem Fachwissen der Mitglieder nach Feierabend gebaut worden.
Nach der Eröffnung des Friedrich-Ebert-Hauses äußerte sich das damalige Vorstandsmitglied Gottlob Binder wie folgt: „Und als krönender Abschluss sollte ein Gesellschaftshaus mit Gaststätte, Saal, Vereinszimmer, Bibliothek, Kegelbahnen und Restaurationsgarten errichtet werden. Hier sollten die Bewohner in ihrer Freizeit Anregung, Unterhaltung und Erholung finden, zahlreiche Vereine ihre Vereinsabende abhalten und festliche Veranstaltungen treffen können“.
Der Bau wurde als Genossenschaftshaus errichtet und entwickelte sich schnell zur Tagungs- und Versammlungsstätte der Arbeiterbewegung. Es galt als politisch-kulturelles Zentrum im Bielefelder Osten. Die Genossenschaftsmitglieder waren eng mit den politischen Parteien der Arbeiterbewegung verbunden, sodass die Siedlung Heeper Fichten in den Vorkriegsjahren als Zentrum des Widerstands gegen den Nationalsozialismus galt. Die Räumlichkeiten des Friedrich-Ebert-Hauses nutzten u. a. die SPD, die Eiserne Front und die Gewerkschaften für Versammlungen, Tagungen, Konferenzen und Veranstaltungen.
Die Verbundenheit der Bewohner war nicht nur politischer Natur, sondern wurde bewusst von der Freien Scholle durch Gemeinschaftseinrichtungen in der Siedlung gestützt. Dazu gehörte auch die Unterstützung von berufstätigen Frauen und Müttern. Um diese in Haushaltsführung und Kinderpflege zu entlasten, wurden Pläne für einen Kinderhort und eine Mütterberatungsstelle umgesetzt. Neben den Gemeinschaftsräumen enthielt das Gebäude außerdem noch fünf Wohnungen, eine Gaststätte und einen separaten Abort, der am 1. Juli 1931 in Betrieb genommen wurde. Das war für die damalige Zeit sehr fortschrittlich, denn Wasserklosetts waren noch nicht standardmäßig in jeder Wohnung zu finden. In der angeschlossenen Gaststätte hielten Vereine ihre Treffen ab, Stammtische entstanden und Familienfeiern fanden statt. Tanzveranstaltungen im 200 m² großen Festsaal u. a. organisiert durch ein Bielefelder Tanzstudio gehörten ebenso zum bunten Treiben im Friedrich-Ebert-Haus wie auch die Abende auf der Bundeskegelbahn. Der Biergarten galt bis in die 1960er Jahre hinein als beliebtes Ausflugsziel der Bielefelder, wenn es sonntags in die Sommerfrische ging.
Das Friedrich-Ebert-Haus ist mit seiner für die damalige Zeit sehr modernen reinen Bauhaus-Architektur eins von wenigen bis heute erhaltenen Bielefelder Gebäuden in diesem architektonischen Stil.
Das folgende Diagramm zeigt die Aufteilung des Genossenschaftsheims in Wohnungen und Zimmer.
| Das Friedrich-Ebert-Haus                            | Das Friedrich-Ebert-Haus | Das Friedrich-Ebert-Haus | Das Friedrich-Ebert-Haus | Das Friedrich-Ebert-Haus |
| --------------------------------------------------- | ------------------------ | ------------------------ | ------------------------ | ------------------------ |
| Einzelheiten                                        |                          |                          |                          | Anzahl                   |
| Gebäude                                             | Gebäude                  |                          | 1                        | 1                        |
| Wohnungen                                           | Wohnungen                |                          | 5                        | 5                        |
| Wohnräume                                           | Wohnräume                |                          | 17                       | 17                       |
| 3-Zimmer                                            | 3-Zimmer                 |                          | 3                        | 3                        |
| 4-Zimmer                                            | 4-Zimmer                 |                          | 2                        | 2                        |
| Wohnraum im Friedrich-Ebert-Haus nach Erbauung 1931 |                          |                          |                          |                          |

Quelle:

## Nationalsozialismus 1933–1945

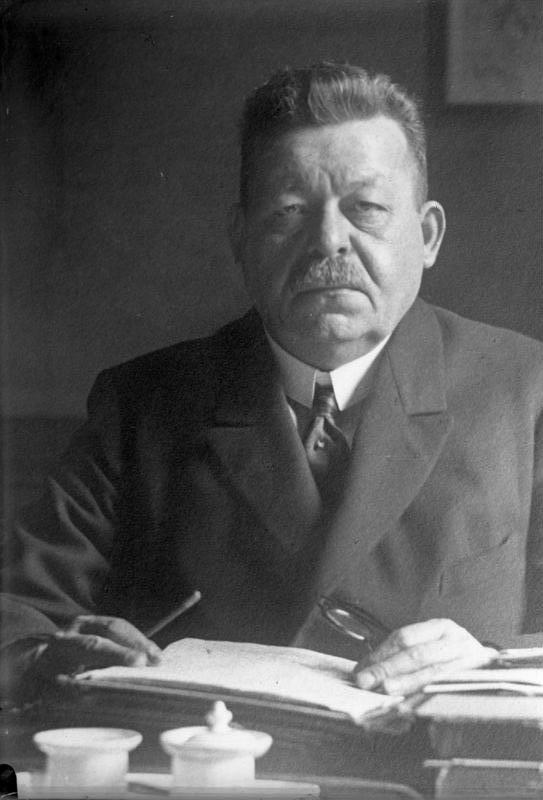
Friedrich Ebert war ein deutscher Sozialdemokrat und Politiker. Er war seit 1913 Vorsitzender der Sozialdemokratischen Partei Deutschlands und amtierte von 1919 bis zu seinem Tode als erster Reichspräsident der Weimarer Republik.

Nach der nationalsozialistischen Machtübernahme im Jahr 1933 fasste der damalige Vorstand der Freien Scholle, dem u. a. Gottlob Binder und Heinrich Forke angehörten, den Beschluss, das Friedrich-Ebert-Haus aus Sicherheitsgründen in „Fichtenhof“ umzubenennen. Der Name des ehemaligen Reichspräsidenten Friedrich Ebert war den Nationalsozialisten ein Dorn im Auge. Die Freie Scholle wollte durch die Neubenennung verhindern, dass die Nationalsozialisten das Haus in „Hermann-Göring-Haus“ umbenannten. In einem Schreiben an den Polizeipräsidenten vom 27. April 1933 äußern sich die Vorstandsmitglieder Gottlob Binder und Heinrich Forke hilfesuchend:

„Wir nehmen ergebenst Bezug auf die wiederholt bei Ihnen geführten Verhandlungen unserer Beauftragten über die Vorkommnisse in unserem Genossenschaftsheim. Die Beunruhigung hat auch jetzt noch nicht aufgehört. Immer wieder werden Ankündigungen über eine Namensänderung und Besitzergreifung gemacht. Vorstand und Aufsichtsrat haben sich nun, um Schädigungen von unseren Grundstücken abzuwenden, entschlossen, die Schriftzeichen „Friedrich-Ebert-Haus“ zu entfernen und das Genossenschaftsheim künftig „Fichtenhof“ zu benennen. […] Wir bitten weiter, insbesondere unter Bezugnahme auf die störenden Eingriffe der S.A.-Leute am Sonntag Abend, das Grundstück […] unter Ihren Schutz zu nehmen. […] Unsere Genossenschaft setzt sich zusammen aus rund 2.000 minderbemittelten Volksgenossen, die für ihr Unternehmen schwere Opfer gebracht haben und bringen und die alle darunter leiden, wenn unserem gemeinnützigen Unternehmen Schaden zugefügt wird.“

Die Neubenennung schütze die Genossenschaft allerdings nicht vor der Übernahme der Nationalsozialisten. Am 26. Juni 1933 wurde der Vorstand auf der letzten freien Generalversammlung, bei der 473 Mitglieder anwesend waren, für abgesetzt erklärt. Die Freie Scholle wurde ebenso wie andere Organisationen der Arbeiterbewegung gleichgeschaltet, wodurch der Genossenschaftsgedanke übergangen und die demokratischen Strukturen abgeschafft wurden. Am 27. Juni, einen Tag nach der Zwangsabsetzung, wurde Gottlob Binder als ehemaliges, sozialdemokratisches Mitglied der Stadtverordnetenversammlung von den Nationalsozialisten verhaftet. Von jetzt an tagten die Nationalsozialisten im Fichtenhof und gaben Kundgebungen in den Heeper Fichten. Ganz gezielt zeigten die Anhänger Adolf Hitlers Präsenz in der demokratisch geprägten Arbeitersiedlung und demonstrierten ihre Macht durch Aufmärsche und Versammlungen.
Für die Gewerkschaften, Sport- und Turnvereinen, die ebenfalls von den Nationalsozialisten verboten wurden, gab es nun keine eigenen geeigneten Räumlichkeiten mehr.
Das Gebäude diente im Krieg u. a. als Heimatkraftfahrpark der Wehrmacht.

## Nachkriegsgeschichte
Von dem schweren Bombenangriff vom 30. September 1944 auf Bielefeld blieb das Friedrich-Ebert-Haus verschont. Mit der Befreiung Bielefelds durch die Alliierten am 4. April 1945 hatte auch die nationalsozialistische Zeit in der Freien Scholle ihr Ende. Der amtierende Geschäftsführer der Nationalsozialisten wurde verhaftet und am 7. Mai vom Aufsichtsrat fristlos entlassen. Damit war der Weg dafür frei, dass die Freie Scholle zu ihren genossenschaftlichen Wurzeln zurückkehren konnte.

### Fichtenhof-Lichtspiele
Bereits bei der Errichtung hatte der Architekt Vogt den großen Saal als Vorführraum geplant, in dem mittels Projektoren Filme und Dias gezeigt werden konnten. Für die Vereinigten Lichtspiele war dieser Vorführraum ein Glücksfall, denn sie konnten dort 1946 Projektionsmaschinen aufstellen und den Raum als Ersatzkino nutzen, da die Kinos Palast, Capitol und Gloria 1944 durch Bomben zerstört worden waren. Die Freie Scholle hatte das Gebäude 1933 in Fichtenhof umbenannt, daher hieß das Kino Fichtenhof-Lichtspiele. Der Kinosaal hatte 400 Plätze. Im Sommer 1950 rüsteten die Vereinigten Lichtspiele das Haus mit neuer Projektionstechnik aus, und ab Frühjahr 1955 konnten dort auch CinemaScope-Filme gezeigt werden. 1957 wurde der Fichtenhof-Saal geschlossen und nach einer Renovierung wieder für Tagungen und Feiern genutzt.
In der Zeit von 1969 bis 1973 gab es verschiedene Modernisierungen und Umbauten. So wurden im Hof des Gebäudes 25 Parkplätze geschaffen, die es bis heute gibt. Der Gastraum, das Gesellschaftszimmer und der große Saal wurden renoviert. Am Ende der Erneuerungen stand 1973 der Anschluss an die Gasheizung, was den Komfort im Genossenschaftsheim anhob.
Es dauerte bis ins Jahr 1984, bis das Traditionshaus der Genossenschaft den Namen „Friedrich-Ebert-Haus“ am 1. Mai in einem Festakt mit dem späteren Bundespräsidenten Johannes Rau zurückerhielt.
2006 feierte die Freie Scholle mit Mitgliedern und Freunden das 75. Jubiläum des Friedrich-Ebert-Hauses.
Im Jahr 2009 wurde im Fichtenhof erneut umfangreich renoviert. Am 24. Mai konnte die Öffentlichkeit am Tag der offenen Tür die neuen hell gestrichenen Räume bestaunen und die neu eingebaute Theke mit Stehtischen einweihen.
Das Gebäude ist den Bielefeldern heute eher als „Fichtenhof“ bekannt. Die Freie Scholle lädt regelmäßig zur Vertreterversammlung in das „Friedrich-Ebert-Haus, Gaststätte Fichtenhof“. Auch die Ehrungen von langjährigen Mitgliedern der Baugenossenschaft finden im alten Genossenschaftsheim statt.
Quelle:

## Architektur
Der Architekt der Siedlung Heeper Fichten, deren Bauweise auch heute noch viel Beachtung findet, war Gustav Vogt aus Bielefeld. Ihm ist es gelungen, im Bielefelder Osten eine in sich geschlossene fast autonome Siedlung zu schaffen, in der es einen Konsum, eine Kindertagesstätte und ein zentrales Waschhaus gab.

## Die Siedlung Heeper Fichten
Die Arbeiterwohnsiedlung hat Modellcharakter für den Siedlungsbau der Freien Scholle in Bielefeld und galt neben der Siedlung „Im Siekerfelde“ als Reformsiedlung, weil nicht nur Wohnraum, sondern auch Gemeinschaftseinrichtungen und ausreichend große Innenhöfe mit Grünflächen und Spielplätzen für ihre Mitglieder zur Verfügung standen.
Der Wohnungsbau wurde finanziert durch die Mitglieder der Genossenschaft, was die Freie Scholle unabhängig von der Gewinnung öffentlicher Gelder machte. Die Genossenschaft richtete eine eigene Spareinrichtung für ihre Mitglieder ein. Durch die Genossenschaftsanteile konnten mehrere vergleichbare Großprojekte wie die Siedlung Heeper Fichten verwirklicht werden.

## Der 5. Kanton
Als 5. Kanton Bielefeld bezeichnet man das Areal begrenzt durch die Herforder Straße, den Langen Kampe, die Heeper Fichten und den Hakenort. Dort lebten Anfang des 19. Jahrhunderts Landarbeiter, Tagelöhner, Fabrikarbeiter, Weber, Spinner, Invaliden Witwen und Rentner. Am 6. August 1828 kam das Gebiet auf Beschluss der königlich preußischen Regierung als 5. Kanton von der Gemeinde Heepen zu Bielefeld hinzu. Die Bezeichnung ist auch heute noch geläufig. So bot das Historische Museum Bielefelds in der Reihe seiner historischen Stadtspaziergänge 2016 einen Rundgang durch den so genannten „5. Kanton“ an.

## Gaststättenbetrieb Fichtenhof

Die Flagge der Stadt Bielefeld

Heute ist das Friedrich-Ebert-Haus den meisten Bielefeldern als Gaststätte Fichtenhof bekannt. Unter dem Dach, auf dem die Flagge der Stadt Bielefeld weht, fanden bis Ende 2018 größere Feiern und Veranstaltungen von der Genossenschaft, Familien oder Firmen in der Größe von 20–300 Personen statt. Ende 2018 wurde der Restaurantbetrieb geschlossen. Bis dahin gab es dort eine Bundeskegelbahn im Untergeschoss und eine Außengastronomie mit Biergarten.
| Bekannte Wirte des Fichtenhofs              | Zeitraum   |
| ------------------------------------------- | ---------- |
| Wilhelm Müller                              | 1931–1938  |
| Wilhelm Blome                               | 1938–1957  |
| Josef Rose                                  | 1957       |
| Wilhelm und Gerda Pundmann                  | 1958–1980  |
| Jürgen und Marion Pundmann                  | 1980–1998  |
| Dragan Radojevic                            | 1998–2007  |
| Ramona Da Silva Araujo und Ralf Vorderwisch | 2008–2011  |
| Ramona Da Silva Araujo                      | 2011–heute |

Im Oktober 2007 stellte der damalige Wirt Dragan Radojevic einen Insolvenzantrag. Daraufhin übernahm die „Freie Scholle Bau- und Dienstleistungsgesellschaft“, ein weiteres Geschäftsfeld der „Baugenossenschaft Freie Scholle eG“, die Gaststätte mit dem Ziel, den Betrieb in vollem Umfang aufrechtzuerhalten. Radojevic führte die Gaststätte als Geschäftsführer weiter. Ramona Araujo und Ralf Vorderwisch übernahmen die Leitung der Gaststätte Fichtenhof. Die Aufgabe der Scholle-Tochter „Freie Scholle Bau- und Dienstleistungsgesellschaft“, die ein Teil des Unternehmensverbundes der Freien Scholle ist, ist die Verwaltung der gewerblichen Einheiten im Hausbesitz der Genossenschaft.